# سابا الکترونیکس
سابا الکترونیکس (انگلیسی: SABA Electronics) شرکت الکترونیک فرانسوی است، که در سال ۱۹۲۳ تأسیس شد.